# Denver Nuggets
Denver Nuggets este un club de baschet din Denver, Colorado care face parte din Divizia Nordvest a Conferinței de Vest din National Basketball Association (NBA). Echipa a fost fondată sub numele Denver Larks , în 1967, ca franciză a American Basketball Association, dar și-a schimbat numele în Rockets înainte de începerea primului sezon din cauza unei schimbări rapide a proprietarului care a venit de la proprietarii companiei locale Ringsby Rocket Truck Lines și a devenit una dintre cele mai de succes echipe ale acelei competiții. Rockets și-au schimbat apoi numele în Nuggets pe 7 august 1974, ca măsură de precauție pentru ca franciza lor să se mute de la ABA la NBA. După schimbarea numelui, Nuggets au jucat pentru titlul final al campionatului ABA în 1976, pierzând în fața New York Nets.
Echipa s-a alăturat NBA în 1976, după fuziunea ABA-NBA și s-a calificat pentru playoff-ul NBA în nouă sezoane consecutive în anii 1980 și zece sezoane consecutive din 2004 până în 2013. În 2023, Nuggets, conduși de Nikola Jokić și Jamal Murray, au ajuns prima dată în finala NBA unde au învins pe Miami Heat și au câștigat primul titlu din istoria francizei.
Nuggets își joacă meciurile de acasă la Ball Arena pe care o împart cu Colorado Avalanche din National Hockey League (NHL) și Colorado Mammoth din National Lacrosse League (NLL).